# Bruegel (organización)
Bruegel es un centro de reflexión independiente (think tank) creado en el año 2004, y cuya actividad comenzó efectivamente en el año 2005 en Bruselas. La institución es actualmente presidida por Jean-Claude Trichet, que sucede a Leszek Balcerowicz, y dirigida por Jean Pisani-Ferry. Mario Monti fue presidente de este centro de reflexión entre los años 2005 y 2008 y es actualmente presidente de honor.

## Descripción
Los trabajos que se encaran en el marco de Bruegel cubren las distintas áreas de políticas económicas, y especialmente política monetaria, política comercial, política industrial, políticas presupuestarias, y regulaciones financieras, así como los aspectos económicos de las políticas energéticas y medioambientales.
Bruegel es dirigido y financiado sobre la base de un original sistema de gobernanza, donde se asocian los Estados-miembros de la Unión Europea con empresas multinacionales y organizaciones no gubernamentales.
Los Estados-miembro que participan en este laboratorio de ideas son: Alemania, Austria, Bélgica, Chipre, Dinamarca, España, Finlandia, Francia, Hungría, Irlanda, Italia, Luxemburgo, Países Bajos, Polonia, Reino Unido, Eslovenia, Suecia, y República Checa.
En 2010, las multinacionales participantes fueron: Areva, Deutsche Bank, Deutsche Telekom, EDF, Ernst & Young, Erste Bank Group, GDF Suez, Goldman Sachs, Google, Microsoft, Novartis, Pfizer, Qualcomm, Renault, Samsung Electronics, Syngenta, y UniCredit.

## Bruegel y la crisis de la deuda soberana en Europa
En noviembre de 2010, el antes citado laboratorio de ideas publicó un documento sobre un mecanismo europeo para resolver las crisis de deuda soberana en Europa: "A European Mechanism for Sovereign Debt Crisis Resolution: A proposal". Este mecanismo retoma algunas de las ideas manejadas en oportunidad de la Crisis económica argentina, y entonces propuestas por Anne O Krueger. El proyecto se articula en tres fases:
1. El país afectado debería solicitar ayuda a Bruselas, el que podría dar luz verde si lo entiende conveniente;
2. Los deudores y el Estado negociarían una reestructura de la deuda en la Corte Europea de Justicia;
3. Luego del acuerdo, el país podría recibir una ayuda de parte de los países europeos vinculadas a las condicionalidades sobre el cumplimiento de un calendario y de medidas de consolidación presupuestaria.